# Апия Интернешънъл Сидни 2013
Апия Интернешънъл Сидни 2013 е 121-вото издание на Апия Интернешънъл Сидни. Турнирът е част от категория „Висши“ на WTA Тур 2013 и ATP Световен Тур 2013. Провежда се в Сидни, Австралия от 6 до 12 януари.